# David Coleman
Pour les articles homonymes, voir Coleman.
David Coleman, né le 26 avril 1926 à Alderley Edge et mort le 21 décembre 2013 dans le Berkshire, est un journaliste sportif britannique qui travailla pour la BBC pendant plus de quarante ans.

## Biographie
Il a couvert onze Jeux olympiques d'été de 1960 à 2000 et six Coupes du monde de football.
Il fut le premier journaliste récompensé de l'Ordre olympique.